# Етьєн Мульсант
Етьєн Мульсант (фр. Étienne Mulsant; * 2 березня 1797 — † 4 листопада 1880) — французький натураліст, ентомолог та орнітолог. Член і президент Ліннеївського товариства у Ліоні. Викладач природничої історії у Ліонському ліцеї (1843-1873). Його монументальними працями є «Природнича історія жуків Франції» (фр. Histoire naturelle des Coléoptères de France 1840), «Природнича історія клопів Франції» (фр. Histoire naturelle des punaises de France 1865-1879), «Природнича історія птахів колібрі, приналежних до родини Трохіліди» (фр. Histoire Naturelle des Oiseaux-Mouches, ou Colibris constituant la famille des Trochilides 1874-1877), є автором шкільних підручників із зоології та геології. Опублікував «Орнітологічні листи до Юлії» (фр. Lettres à Julie sur l'ornithologie 1868).